# Friedrich Martens
Friedrich Fromhold Martens eller Fjodor Fjodorovitj Martens (russisk: Фёдор Фёдорович Мартенс ; født 27. august 1845 i Pernau, død 19. juni 1909 i Walk) var en russisk folkeretslærer.
Martens blev 1871 docent i Sankt Petersborg, 1872 professor ved den kejserlige retsskole og Alexanderlyceet og 1877 professor ved Universitetet i Sankt Petersborg. I 1868 blev Martens knyttet til udenrigsministeriet, hvor han vandt sine første sporer under fyrst Gortjakovs ledelse og siden som statsråd benyttedes meget i diplomatisk tjeneste, blandt andet som indflydelsesrig delegeret ved internationale konferencer. I litteraturen debuterede han med monografien Le droit de la propriété privée en temps de guerre (russisk, 1869), der blandt andet efterfulgtes af Les consuls et la juridiction consulaire en Orient (russisk, 1873; oversat på tysk af H. Skerst, 1874), den berømte Folkeret (5. russiske udgave 1905, på tysk: Das Völkerrecht. Das internationale Recht der civilisierten Nationen ved Carl Bergbohm, I, 1883, II, 1886, oversat på fransk af Alfred Leo, I—III 1883—87), et i russisk videnskab banebrydende arbejde, La paix et la guerre (1901, oversat af N. de Sancé) og mange andre. Af fremragende værd og enestående i litteraturen var Martens' Recueil des traités et conventions, conclus par la Russie avec les puissances étrangères (I—XV 1874—1909, russisk og fransk tekst), med sin fylde af stof og rigdom paå oplysninger en sand guldgrube for historikere og retsforskere. For den internationale voldgifts- og fredssag var Martens levende interesseret; som tsar Nikolaj II's højtbetroede tillidsmand var han virksom for udbredelsen af cirkulærnoten af 24. august 1898, der fremkaldte den første fredskonference i Haag 1899. Sine venskabelige følelser for Danmark og danske forhold lagde Martens oftere for dagen, hvilket framgår af hans Mémoire sur le télégraphe en Chine (København 1883) og den opsigtvækkende afhandling La neutralisation du Danemark i Revue des deux mondes, LXXIII årgang, 8. bind 1903. I sin afhandling Friedrich von Martens und der Berliner Vertrag (Zeitschrift für das Privat- und öffentliche Recht der Gegenwart, XI (1884), side 405 ff.) karakteriserede Heinrich Lammasch Martens' metode og arbejdsmåde som "de videnskabelige fundamenter for den russiske Orientpolitik" og bebrejdede ham, at han drev politik under teoriens og historiske overvejelsers flag, en bebrejdelse, der også er gentaget af andre folkeretskyndige.